# Landeshundegesetz

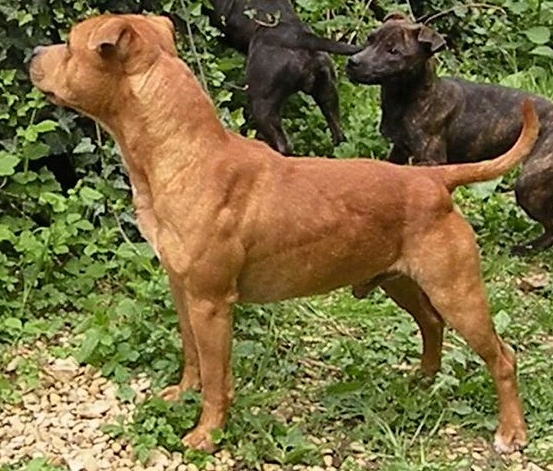
Staffordshire Bullterrier, im nordrhein-westfälischen Gesetz als gefährlich eingestuft.

Das Landeshundegesetz (LHundG NRW) soll mögliche Gefahren durch Hunde und den unsachgemäßen Umgang des Menschen mit Hunden in Nordrhein-Westfalen abwehren und ihnen vorsorgend entgegenwirken. Es wurde vom Landtag NRW am 18. Dezember 2002 beschlossen. Es ersetzt die Landeshundeverordnung (LHV NRW) vom 30. Juni 2000 (GV. NRW. S. 518 b).
Nähere Bestimmungen trifft die Ordnungsbehördliche Verordnung zur Durchführung des Landeshundegesetzes NRW (DVO LHundG NRW) vom 19. Dezember 2003 (GV. NRW. 2004 S. 85), zuletzt geändert durch Verordnung vom 16. März 2021 (GV. NRW S. 304). Zudem sind Verwaltungsvorschriften zum Landeshundegesetz (VV LHundG NRW) vom 2. Mai 2003 (MBl. NRW. S. 580) erlassen worden.

## Inhalt
§ 2 Abs. 2 LHundG NRW sieht vor, dass alle Hunde in Situationen, in denen viele oder besonders schutzbedürftige Menschen zusammenkommen (etwa Fußgängerzonen, Parks, Volksfesten, Kinderspielplätzen oder Schulen), an einer geeigneten Leine zu führen sind.
Die §§ 3–9 LHundG NRW treffen besondere Bestimmungen für sog. gefährliche Hunde. Dabei werden Hunde bestimmter Rassen und auch deren Kreuzungen generell als gefährlich eingestuft (§ 3 Abs. 2 LHundG NRW, sog. Rasseliste). Als gefährliche Rassen gelten Pitbull Terrier, American Staffordshire Terrier, Staffordshire Bullterrier und Bullterrier und deren Kreuzungen untereinander sowie deren Kreuzungen mit anderen Hunden. Eine Reihe von Bestimmungen gelten nach § 10 LHundGfür NRW auch für die Rassen Alano, American Bulldog, Bullmastiff, Mastiff, Mastín Español, Mastino Napoletano, Fila Brasileiro, Dogo Argentino, Rottweiler und Tosa Inu, sowie für große Hunde mit einer Widerristhöhe von mindestens 40 cm oder einem Gewicht von mindestens 20 kg (§ 11 LHundG NRW).
Das Halten eines gefährlichen Hundes bedarf nach § 4 LHundG NRW einer Erlaubnis der zuständigen Behörde. Diese ist nach den Absätzen 1 und 2 der Bestimmung an zahlreiche Voraussetzungen geknüpft und setzt zudem ein besonderes privates Interesse oder ein öffentliches Interesse an der Haltung des Tieres voraus.
Erforderlich ist insbesondere eine durch einen Amtstierarzt ausgestellte Sachkundebescheinigung (§ 6 LHundG NRW), deren Anforderungen in § 1 DVO LHundG NRW näher geregelt sind. Zudem muss der Halter zuverlässig sein, d. h. vor allem keine Straftaten begangen haben und darf nicht psychisch krank oder rauschmittelabhängig sein (§ 7 LHundG NRW). Außerdem ist eine fälschungssichere Kennzeichnung durch einen Mikrochip nach Maßgabe des § 4 Abs. 7 LHundG NRW vorgeschrieben. Schließlich dürfen gefährliche Hunde nur auf ausbruchssicheren Grundstücken gehalten werden und sind außerhalb des befriedeten Besitztums an der Leine zu führen (§ 5 LHundG NRW).
Vor dem Hintergrund der Entscheidung des Bundesverfassungsgerichts vom 16. März 2004 (AZ 1 BvR 1778/01) wurden die Auswirkungen des Gesetzes vom Umweltministerium des Landes Nordrhein-Westfalen im Jahr 2008 evaluiert. Als Erfolg des Gesetzes wird gewertet, dass die Zahl der gemeldeten Vorfälle gegenüber 2003 um ein Viertel, auf 2.210 Beißvorfälle und 1.627 sonstige Vorfälle (wie das Umrennen von Passanten) im Jahre 2007, gesunken sei.
Das Landeshundegesetz wurde 2016 geändert Dabei wurde insbesondere der § 22, der die Überprüfung der Auswirkungen des Gesetzes vorsah, aufgehoben.